# Der Vogel (2021)
Der Vogel (Originaltitel The Starling) ist eine Tragikomödie von Theodore Melfi, die am 17. September 2021 beim Toronto International Film Festival ihre Premiere feierte und am 24. September 2021 in das Programm von Netflix aufgenommen wurde.

## Handlung
Ein Ehepaar, die Maynards, leidet unter dem Tod ihrer kleinen Tochter durch plötzlichen Kindstod. Der Ehemann Jack ist in einer psychiatrischen Klinik untergebracht, während seine Frau Lilly zu Hause bleibt und mit ihren eigenen Gefühlen allein ist.
Lilly versucht, sich zusammenzureißen, bis Jack aus der Anstalt zurückkehrt. Sie arbeitet in einem Lebensmittelladen und kümmert sich um den Besitz ihrer Familie. Als ob Lillys Probleme nicht schon schlimm genug wären, beginnt ein Star, dessen Nest sich in einem Baum in ihrem Garten befindet, sie zu belästigen und anzugreifen, und sie ist besessen davon, ihn zu stoppen. Außerdem fährt sie jede Woche zwei Stunden, um Jack zu sehen, und fragt sich, ob er wirklich nach Hause kommen will und wie sein Leben aussehen würde, wenn er es täte.
Da sie Jacks Trauer Priorität einräumt, ohne ihre eigene zu bewältigen, schlägt ein Berater in Jacks Krankenhaus vor, dass Lilly jemanden für ihre eigene psychische Gesundheit aufsucht, bevor er nach Hause kommt. Dies führt sie in die Praxis von Larry Fine, einem schrulligen Psychiater, der sich als Veterinärmediziner betätigt. Zwischen den beiden entsteht eine besondere Verbindung, und sie helfen sich gegenseitig, ihre Probleme zu erkennen und zu bewältigen. Er hilft ihr mit dem Star, während er gleichzeitig Wege zur Bewältigung ihres Kummers in die Gespräche einbaut. Lilly beginnt, sich an den Vogel zu binden, und als sie ihn versehentlich mit einem Stein trifft und fast tötet, wendet sie sich an Larry, damit er ihr hilft, den Vogel wiederzubeleben. Sie und der Vogel fangen an, sich gegenseitig zu tolerieren, anstatt sich gegenseitig zu misshandeln.
Jack und Lilly landen wieder in ihrem Haus und stellen sich gemeinsam der Welt.

## Produktion

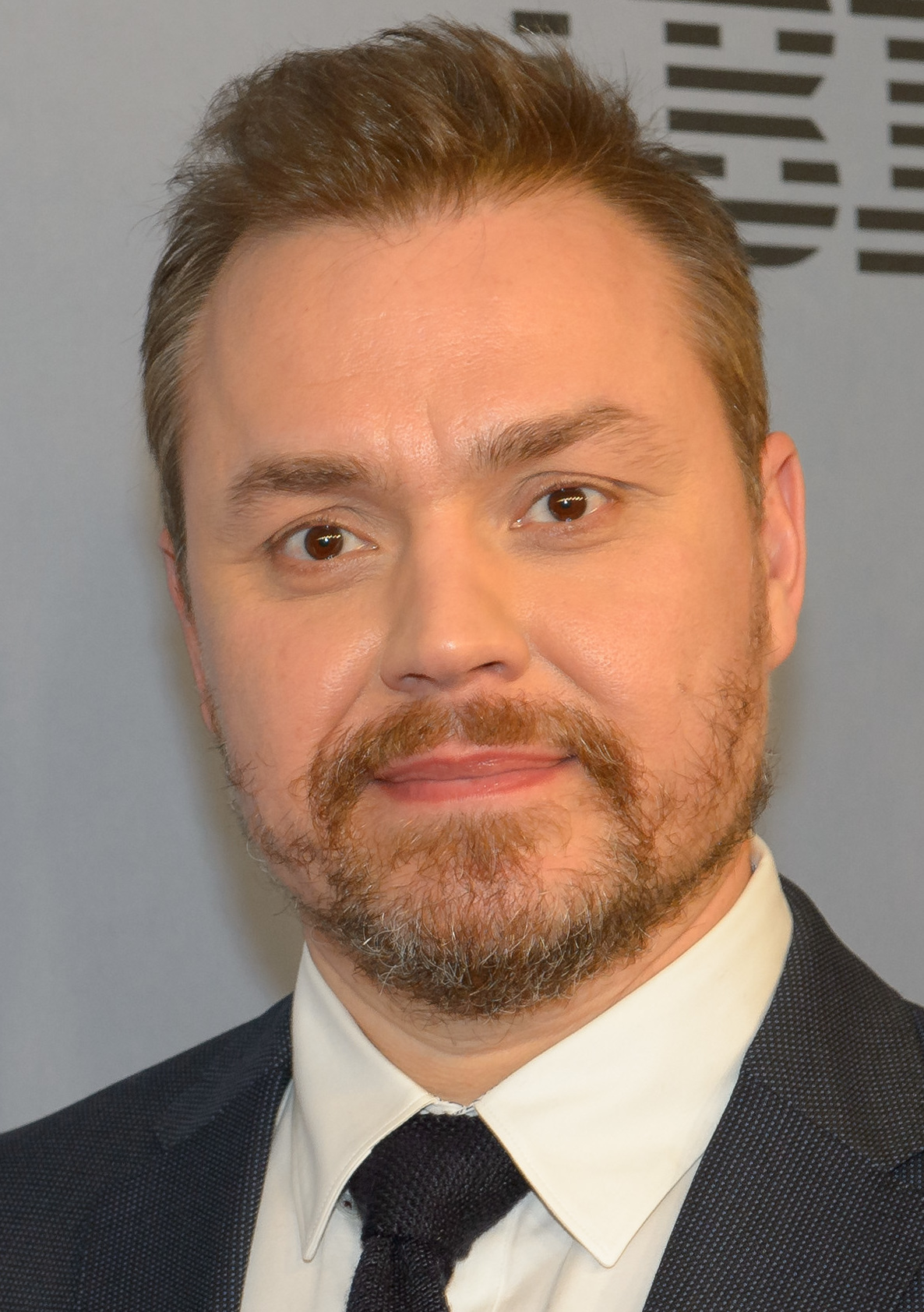
Regisseur Theodore Melfi

Regie führte der zweifach für einen Oscar nominierte, in der Vergangenheit überwiegend als Drehbuchautor und Filmproduzent in Erscheinung getretene Theodore Melfi. Es handelt sich nach St. Vincent und Hidden Figures – Unerkannte Heldinnen um seine dritte Regiearbeit bei einem Spielfilm. Das Drehbuch stammt von Matt Harris. Dieses landete im Jahr 2005 auf der Black List der besten unverfilmten Ideen Hollywoods.

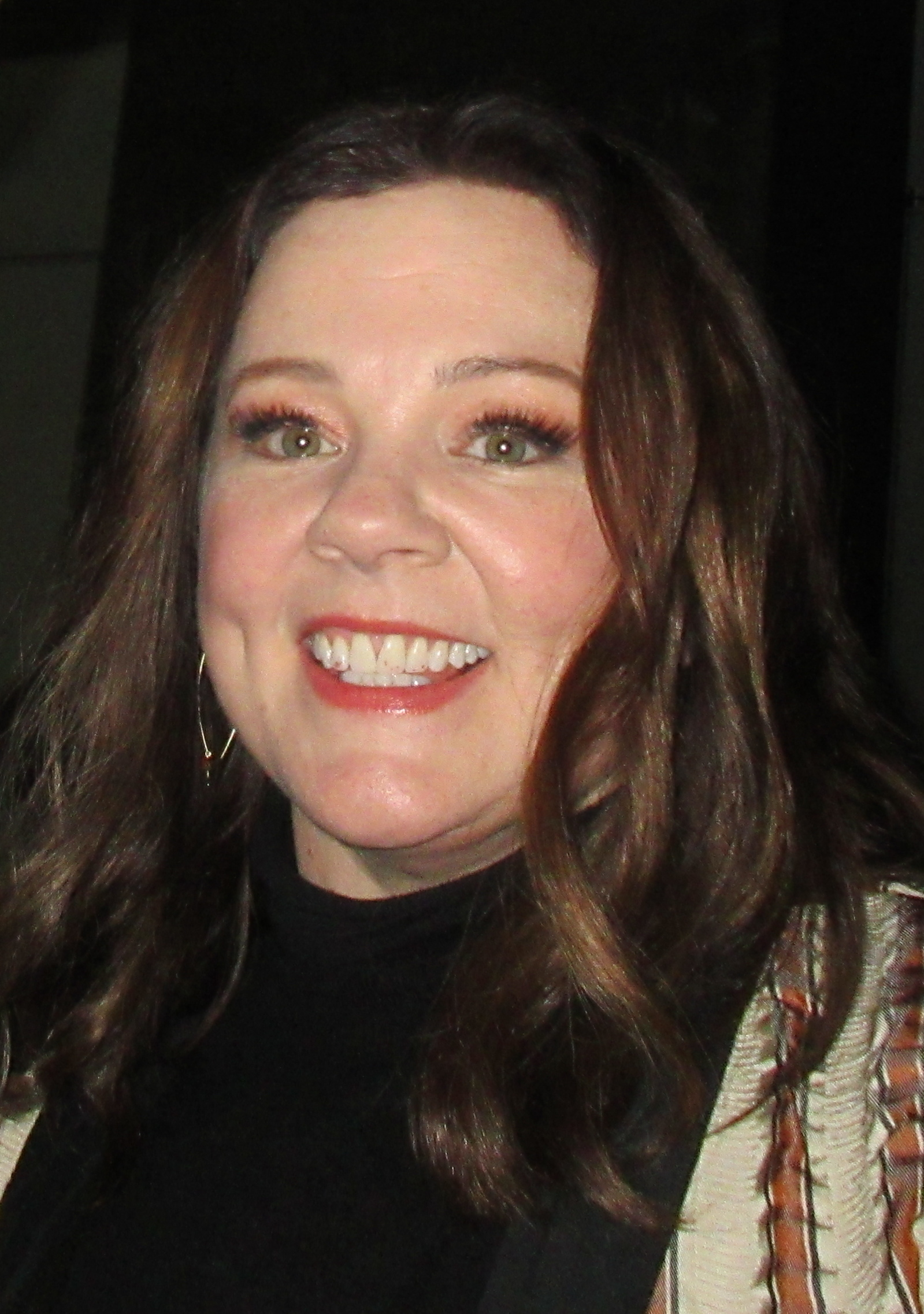
Melissa McCarthy spielt Lilly Maynard

Melissa McCarthy und Chris O’Dowd spielen Lilly und Jack Maynard. Beide hatten bereits in Melfis Film St. Vincent mitgewirkt.
Die Filmmusik komponierte wie bei Melfis letztem Film Hidden Figures Benjamin Wallfisch. Zudem steuerten The Lumineers, Judah & the Lion, Nate Ruess und Brandi Carlile Musik für den Film bei.
Im April 2020 wurde bekannt, dass sich Netflix für 20 Millionen US-Dollar die weltweiten Rechte am Film sicherte. Die Premiere erfolgte am 12. September 2021 beim Toronto International Film Festival. Am 17. September 2021 kam der Film in ausgewählte US-Kinos und am 24. September 2021 wurde er in das Programm von Netflix aufgenommen.

## Rezeption
Die Kritiken waren zum großen Teil negativ.

## Synchronisation
Die Synchronisation wurde von der TV+Synchron GmbH in Berlin durchgeführt. Für das Dialogbuch und -regie war Karl Waldschütz verantwortlich.
| Rolle                               | Schauspieler     | Sprecher           |
| ----------------------------------- | ---------------- | ------------------ |
| Lilly Maynard                       | Melissa McCarthy | Anke Reitzenstein  |
| Jack Maynard                        | Chris O’Dowd     | Sascha Rotermund   |
| Dr. Larry Fine (Tierarzt/Therapeut) | Kevin Kline      | Joachim Tennstedt  |
| Travis Delp                         | Timothy Olyphant | Nicolas Böll       |
| Dr. Manmohan (Klinikpsychologe)     | Ravi Kapoor      | Rajvinder Singh    |
| Alice                               | Emily Tremaine   | Diana Ebert        |
| Ben                                 | Daveed Diggs     | Asad Schwarz       |
| Big Daddy                           | Don McManus      | Thomas Schmuckert  |
| Dickie                              | Skyler Gisondo   | Heiko Akrap        |
| Fawn                                | Rosalind Chao    | Sabine Arnhold     |
| Mrs. Oberhoffer                     | Yvette Freeman   | Judith Steinhäuser |
| Ralph, der Trucker                  | Scott MacArthur  | Sven Gerhardt      |
| Regina                              | Kimberly Quinn   | Daniela Hoffmann   |
| Reverend Olson                      | Tom Everett      | Freimut Götsch     |
| Velma                               | Loretta Devine   | Katharina Koschny  |